# Teenage Mojo Workout
Teenage Mojo Workout è il quinto album in studio del gruppo musicale giapponese The 5.6.7.8's, pubblicato nel 2002.

## Tracce
1. (I'm Sorry Mama) I'm a Wild One
2. I'm Blue
3. Road Runner
4. I Got a Man
5. Typhoon Girl
6. Hanky Panky
7. Harlem Shuffle
8. Green Onions
9. In The Subway
10. Teenage Mojo Workout
11. Let's Go Boogaloo
12. New Orleans Rock